# Áyax (obra)
Áyax (en griego antiguo: Αἴας, Áias) es una tragedia de Sófocles. Tanto la fecha de su escritura como la de su primera representación son desconocidas, pero es considerada por la mayoría de eruditos clásicos como una de las primeras obras de su autor, y por ello representada ca. 450-430 a. C. Trata del destino de Áyax el Grande tras los acontecimientos de la Ilíada y tras la muerte de Aquiles.

## Personajes
- Atenea
- Odiseo
- Áyax
- Coro de Marinos de Salamina
- Tecmesa[1]
- Un Mensajero
- Teucro
- Menelao
- Agamenón
- Eurísaces
- Un Pedagogo
- Un heraldo

## Argumento
Al inicio de la obra, Áyax está furioso debido a que la armadura de Aquiles, que ya había fallecido, ha sido otorgada a Odiseo y no a él. En consecuencia, jura matar a los jefes griegos que lo habían deshonrado. Atenea hace creer a Áyax que los reyes griegos son un hato de ganado de los Aqueos. Áyax mata a algunas reses y se lleva a otras con la intención de torturarlas: entre ellas, un carnero que asemejaba la apariencia de Odiseo, su rival. 
Al darse cuenta del engaño, se autocompadece. Su esposa, Tecmesa, le suplica que no les deje a ella y a su hijo sin protección. Áyax le hace creer que ha sido persuadido por la súplica y parte diciendo que irá a purificarse y que enterrará la espada que Héctor le obsequió. Después de marcharse, un mensajero llega para informar que el vidente Calcas ha vaticinado que Áyax morirá ese día si sale de su casa. Su esposa y los soldados tratan de localizarlo, pero llegan tarde. Áyax había enterrado la espada verticalmente y con la hoja sobresaliendo del suelo, y exigiendo venganza contra el ejército griego por la afrenta se había dejado caer sobre ella.
En el último acto, los jefes discuten sobre qué harán con el cadáver de Áyax. Su medio hermano, Teucro, desea sepultarlo, a pesar de que Menelao y Agamenón lo habían prohibido. Odiseo, a pesar de que había sido su rival, los persuade para que se entierre a Áyax con honores, aduciendo que hasta los enemigos merecen ser enterrados si en vida fueron nobles.
La obra termina con Teucro haciendo los arreglos para el funeral, que se llevará a cabo sin la presencia de Odiseo, por respeto a Áyax.